# Vanessa Krüger
Vanessa Krüger (Berlijn, 17 maart 1991) is een Duitse actrice, bekend van haar rollen in films als Französisch für Anfänger, 42plus en Der Preis.

## Filmografie

### Films
- Französisch für Anfänger (2006)
- 42plus (2007)
- Unverwundbar (2009)
- Gemeinsam einsam (2009)
- Phillipp (2010)
- Von Mäusen und Lügen (2011)
- Der Preis (2011)

### Televisie
- Alles Lüge - Auf der Suche nach Rio Reiser (2007)
- Rosa Roth: Das Mädchen aus Sumy (2009)
- Sterne über dem Eis (2009)
- Tatort: Hilfos (2010)
- Sie hat es verdient (2010)